# Vaaggegordelde gordijnzwam
De vaaggegordelde gordijnzwam (Cortinarius anomalus, synoniem: Cortinarius lepidopus) is een schimmel. Het produceert een middelgrote paddenstoel met een grijsbruine hoed tot 5 cm breed, grijsviolette lamellen en een witachtige steel met lichtgele banden eronder. 

## Kenmerken
Hoed
De hoed heeft een diameter tot 5 cm. De vorm is aanvankelijk bijna bolvormig, vervolgens convex uitgezet en uiteindelijk afgeplat. De hoed heeft een brede, stompe en lage umbo, die vaak in een holte ligt. Het oppervlak van de hoed is droog of vochtig, niet glanzend in het midden, maar glanzend naar de rand toe, die op jonge leeftijd bedekt is met fibrillen. De hoed is bijna uniform gekleurd, vies roestbruin of asbruin tot grijsbruin, soms iets bleker naar de rand toe, met of zonder een vage grijsachtig-paarse tint als bij jonge vruchtlichamen.
Lamellen
De lamellen zijn ongeveer 4 mm breed als ze volwassen zijn, dun en witachtig blauw, grijsachtig blauw of licht lila als ze jong zijn. Naarmate de paddenstoel rijpt, vervaagt de lamelkleur snel en wordt al snel bruin en vervolgens een roestige kleikleur, zonder enig spoor van het blauwe dat kenmerkend is voor jonge exemplaren. De lamelaanhechting aan de steel is adnate (aangehecht aan de steel) en emarginate. De rand van de lamellen is bleek en de rand varieert van fijn getand (met een zeer fijn getande rand) tot recht.
Steel
De steel is 6-8 cm lang en 0,5-0,8 cm dik, cilindrisch boven, enigszins knotsvormig onder, en gewoonlijk enigszins gebogen. Het is aanvankelijk erg vezelig, later zilverachtig glanzend en golvend, violet of grijsachtig violet aan de top als het jong is, meer grijs of grijsachtig bruin aan de basis. De violette kleur verdwijnt snel en dan is de steel witachtig of bleek kleibruin en zijdeachtig gefibrilleerd. Onder de hoed bevindt zich een goudgeel ringachtig gebied. Op de rest van de steel zijn er soms resten van de gedeeltelijke sluier als geelachtige saffraan harige plukjes, die onvolledige ringen of verspreide minuscule schubben vormen. De cortina is dik, witachtig en is slechts een korte tijd aanwezig.
Vlees
Het vruchtvlees in de hoed is dun, zelden dikker dan 0,5 cm, witachtig tot lichtpaars of bleek lila in het bovenste deel van de steel als hij jong is, maar vervaagt snel, grijsachtig wit in het onderste deel van de steel.
Geur en smaak
De geur is licht fruitig en de smaak mild. Het wordt als oneetbaar beschouwd.
sporen
De sporenprint is roestbruin. De sporen zijn bolvormig tot eivormig, met een duidelijke apiculus (het deel van een spore dat aan het einde van een basidium aan de sterigmata hecht), fijn wrattig, 5,7–9 × 7–8,5 μm. De basidia (sporendragende cellen) zijn viersporig en meten 30-40 bij 8-9 μm.

## Ecologie
De paddenstoel groeit solitair of in verspreide groepen op de grond in loof- en naaldbossen. Hij vormt ectomycorrhiza, vaak met berken (Betula), maar ook met Fagus, eiken (Quercus), wilgen (Salix) in loofbossen, struwelen en langs lanen op droog tot vochtig, voedsel- en humusarm zand of leem.

## Verspreiding

Europese verspreidingsgebied

De vruchtlichamen verschijnen laat in de zomer en herfst in de gematigde zone van het noordelijk halfrond. In Nederland komt de zwam algemeen voor. Hij staat niet op de rode lijst en is niet bedreigd.